# Оберн (Небраска)
Оберн (англ. Auburn) — місто (англ. city) в США, в окрузі Немага штату Небраска. Населення — 3470 осіб (2020).

## Географія
Оберн розташований за координатами 40°23′22″ пн. ш. 95°50′37″ зх. д. / 40.38944° пн. ш. 95.84361° зх. д. (40.389389, -95.843598).  За даними Бюро перепису населення США в 2010 році місто мало площу 5,65 км², уся площа — суходіл.

### Клімат
| Клімат : Оберн          | Клімат : Оберн | Клімат : Оберн | Клімат : Оберн | Клімат : Оберн | Клімат : Оберн | Клімат : Оберн | Клімат : Оберн | Клімат : Оберн | Клімат : Оберн | Клімат : Оберн | Клімат : Оберн | Клімат : Оберн | Клімат : Оберн |
| Показник                | Січ.           | Лют.           | Бер.           | Квіт.          | Трав.          | Черв.          | Лип.           | Серп.          | Вер.           | Жовт.          | Лист.          | Груд.          | Рік            |
| Абсолютний максимум, °C | 21,1           | 28,3           | 35,6           | 37,8           | 40,6           | 42,8           | 44,4           | 45,0           | 42,2           | 36,7           | 28,9           | 25,6           | 45,0           |
| Середній максимум, °C   | 1,9            | 4,8            | 11,8           | 18,8           | 24,2           | 29,1           | 31,3           | 30,5           | 26,6           | 19,6           | 10,8           | 3,2            | 17,7           |
| Середній мінімум, °C    | −9,3           | −6,8           | −0,9           | 5,2            | 11,4           | 16,8           | 19,2           | 17,9           | 12,5           | 5,9            | −1,1           | −7,7           | 5,3            |
| Абсолютний мінімум, °C  | −32,8          | −37,2          | −29,4          | −13,9          | −5,6           | 3,9            | 6,1            | 3,3            | −6,1           | −20            | −20,6          | −32,8          | −37,2          |
| Норма опадів, мм        | 19             | 28             | 70             | 72             | 115            | 108            | 104            | 92             | 78             | 58             | 46             | 28             | 804            |
| ----------------------- | -------------- | -------------- | -------------- | -------------- | -------------- | -------------- | -------------- | -------------- | -------------- | -------------- | -------------- | -------------- | -------------- |
| Джерело: NOAA           |                |                |                |                |                |                |                |                |                |                |                |                |                |

## Демографія
Згідно з переписом 2010 року, у місті мешкало 3460 осіб у 1487 домогосподарствах у складі 910 родин. Густота населення становила 613 особи/км².  Було 1721 помешкання (305/км²).
Расовий склад населення:
| - 97,3 % — білих - 0,7 % — азіатів - 0,5 % — чорних або афроамериканців - 0,2 % — корінних американців |

До двох чи більше рас належало 1,0 %. Частка іспаномовних становила 1,9 % від усіх жителів.
За віковим діапазоном населення розподілялося таким чином: 24,1 % — особи молодші 18 років, 56,2 % — особи у віці 18—64 років, 19,7 % — особи у віці 65 років та старші. Медіана віку мешканця становила 42,1 року. На 100 осіб жіночої статі у місті припадало 88,4 чоловіків;  на 100 жінок у віці від 18 років та старших — 86,7 чоловіків також старших 18 років.
Середній дохід на одне домашнє господарство  становив 65 110 доларів США (медіана — 49 167), а середній дохід на одну сім'ю — 77 763 долари (медіана — 64 219). Медіана доходів становила 44 471 долар для чоловіків та 31 968 доларів для жінок. За межею бідності перебувало 8,5 % осіб, у тому числі 12,3 % дітей у віці до 18 років та 2,0 % осіб у віці 65 років та старших.
Цивільне працевлаштоване населення становило 1591 осіб. Основні галузі зайнятості: освіта, охорона здоров'я та соціальна допомога — 24,5 %, транспорт — 13,3 %, роздрібна торгівля — 12,9 %.